# Gottlieb Franz Wilhelm Kahler
Gottlieb Franz Wilhelm Kahler (* 24. Januar 1780 in Rinteln; † 14. Februar 1843) war ein deutscher Mediziner. Er war ab dem 1. Juli 1806 Professor der Medizin an der Universität zu Rinteln und später Kreisphysikus der Grafschaft Schaumburg.

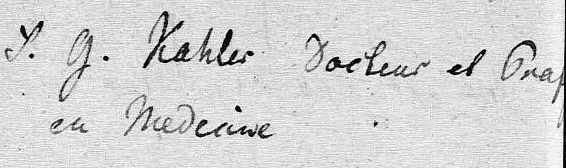
Unterschrift von Gottlieb Franz Wilhelm Kahler

## Leben
Franz Wilhelm Kahler wurde am 24. Januar 1780 als Sohn des  Theologen Johann Engelhard Kahler und dessen Frau Friederice Eleonore Reuter geboren und besuchte als Kind die Stadtschule in Rinteln.
Sein Studium begann Kahler bereits im Alter von 16 Jahren, im Herbst 1796, an der Universität Rinteln und setzte dieses dann zwei Jahre später zu Ostern im Jahr 1798 als Studium der Medizin an der Universität Marburg fort. 1801 wurde er Doktor der Medizin an der Universität Rinteln, mit der Dissertation: Examen naturae actionis quam vulgo secretionem vocant/dicunt; oder zu deutsch: Etwas über die Vorzüge der Schutzblattern vor den natürlichen Pocken. Später praktizierte er auch als Arzt in Rinteln.
Während seiner Tätigkeit als Arzt in Rinteln wird er in den Kur-Hessischen Staats- und Adress-Kalendern von 1803 bis 1819 erst unter Medici, Chirurgi und Apotheker gelistet, später – nach seiner Bestellung zum Kreisphysikus – dann unter Medicinal-Deputation. Im Jahr 1811 ehelichte er Dorothea Israel. Nach einiger Zeit gelang ihm der Aufstieg zum Kreisphysikus der Grafschaft Schaumburg. Im Laufe seines Lebens soll er, gemäß einer Stammtafel der Familie Kahler, Abhandlungen zu Krupphusten, Millarischem Asthma sowie Hautentzündungen veröffentlicht haben, wohl aber unter Pseudonym. Im Jahr 1841 erkrankte er an Lymphdrüsenkrebs und erlag diesem im Jahr 1843.